# Prudence the Pirate
Prudence the Pirate er en amerikansk stumfilm fra 1916 af William Parke.

## Medvirkende
- Gladys Hulette som Prudence
- Flora Finch.
- Riley Chamberlin som Meeks.
- Barnett Parker som John Astorbilt
- William Parke Jr. som Tommy